# 好いとっと
「好いとっと」（すいとっと）はMISIAの楽曲で2020年3月30日に発表された曲。アリオラジャパンから2020年9月16日に配信限定でリリースされた。この曲はGReeeeNが作曲を提供した曲である。

## タイアップ
NHK福岡放送局開局90年記念ソング
NHK総合テレビ(福岡放送局・北九州放送局) ｢ロクいち!福岡｣ テーマ曲

## 曲の詳細
1. 好いとっと [3:51]
作詞 : MISIA 作曲 : GReeeeN 編曲 : 亀田誠治